# 遠雄THE ONE
22°36′40″N 120°18′12″E / 22.610998°N 120.303291°E
遠雄THE ONE（英語：Farglory THE ONE）為位於臺灣高雄市前鎮區的摩天大樓，由遠雄建設興建，為地上68層，地下7層之建築，樓高267.6公尺。1至16層為IHG集團高雄洲際酒店，17層為轉換大廳，18層至58層為住宅，59至63層為住宅會館。為台灣第一高住宅大樓、第五高建築和高雄第二高建築，次於台北101、高雄85大樓、台北天空塔及 台北南山廣場，且由於前述四棟皆為商辦或複合式建築，故遠雄THE ONE將會是全國最高的住宅建築。遠雄THE ONE適用舊法規，換算最高容積率可達2,950%（不過沿用舊法之說法為本案建照取得時間為1991年，但未依照建築法54條期限內開工，建照應重新申請尚有疑義）。

## 高雄洲際酒店

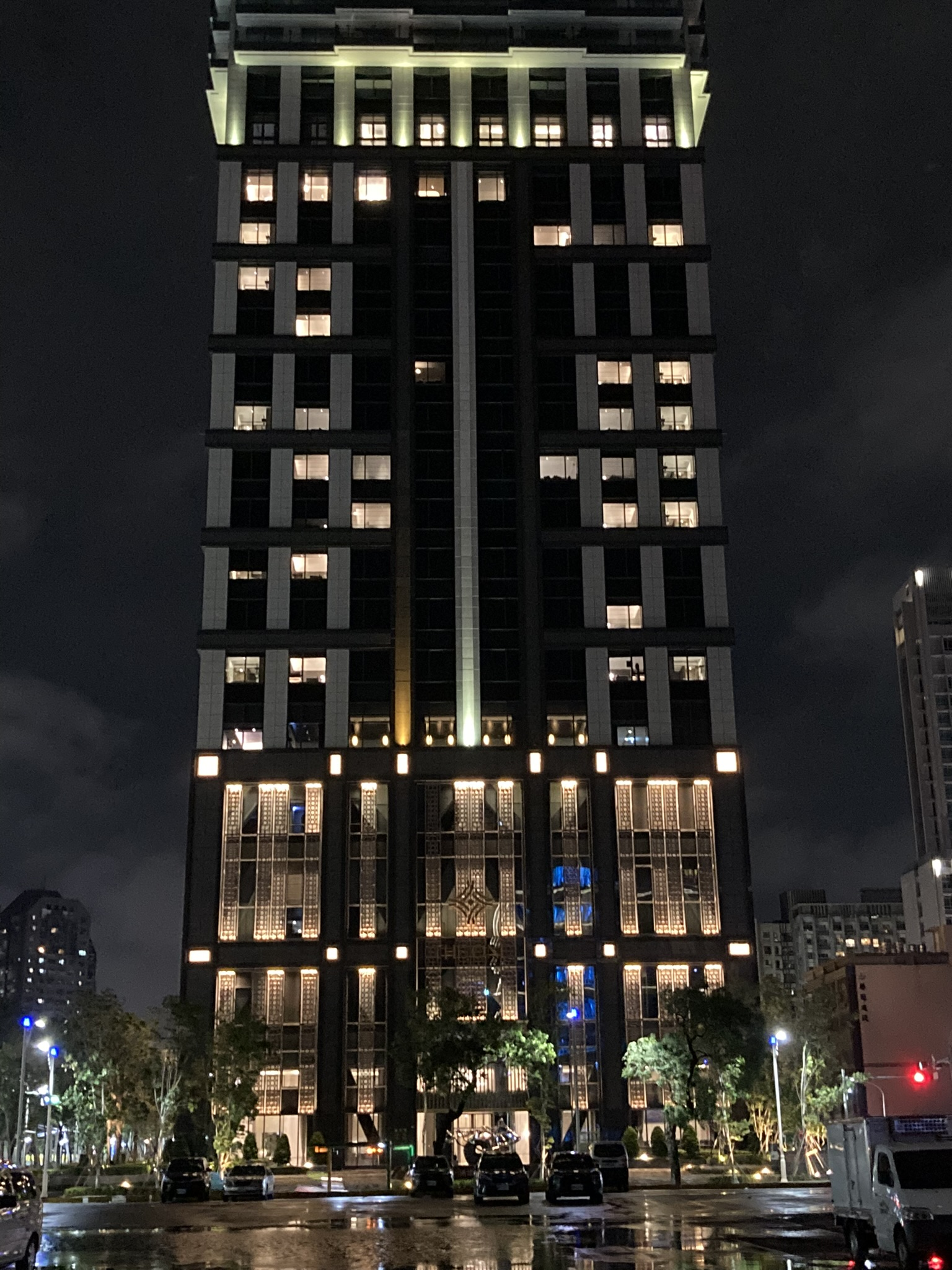

高雄洲際酒店位於遠雄THE ONE的1樓至16樓，為洲際酒店飯店，共擁253間客房及套房，預計2021年第4季開幕，12月1日開始營運。

## 圖庫

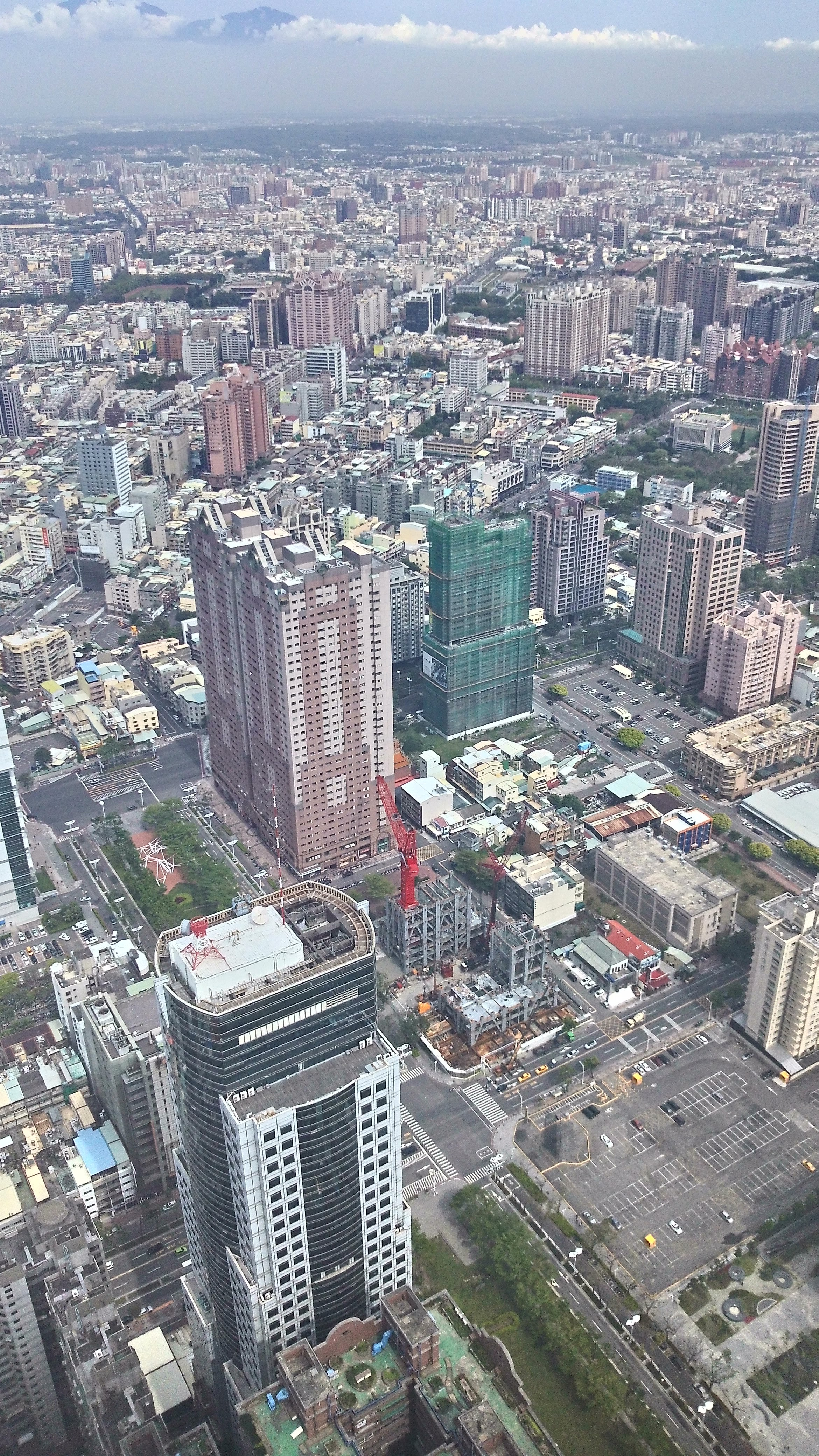
2016年4月的進度
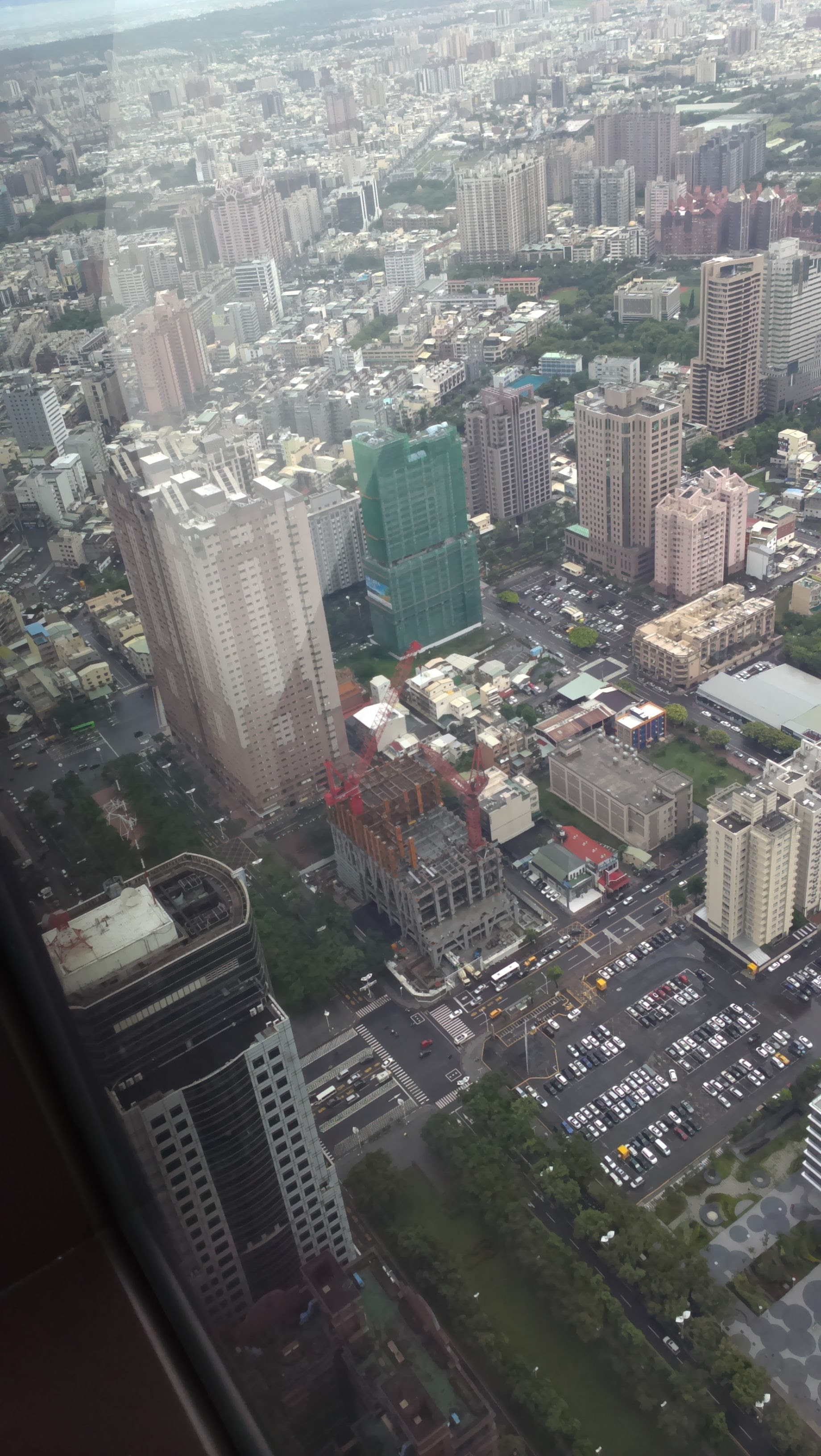
2016年6月的進度
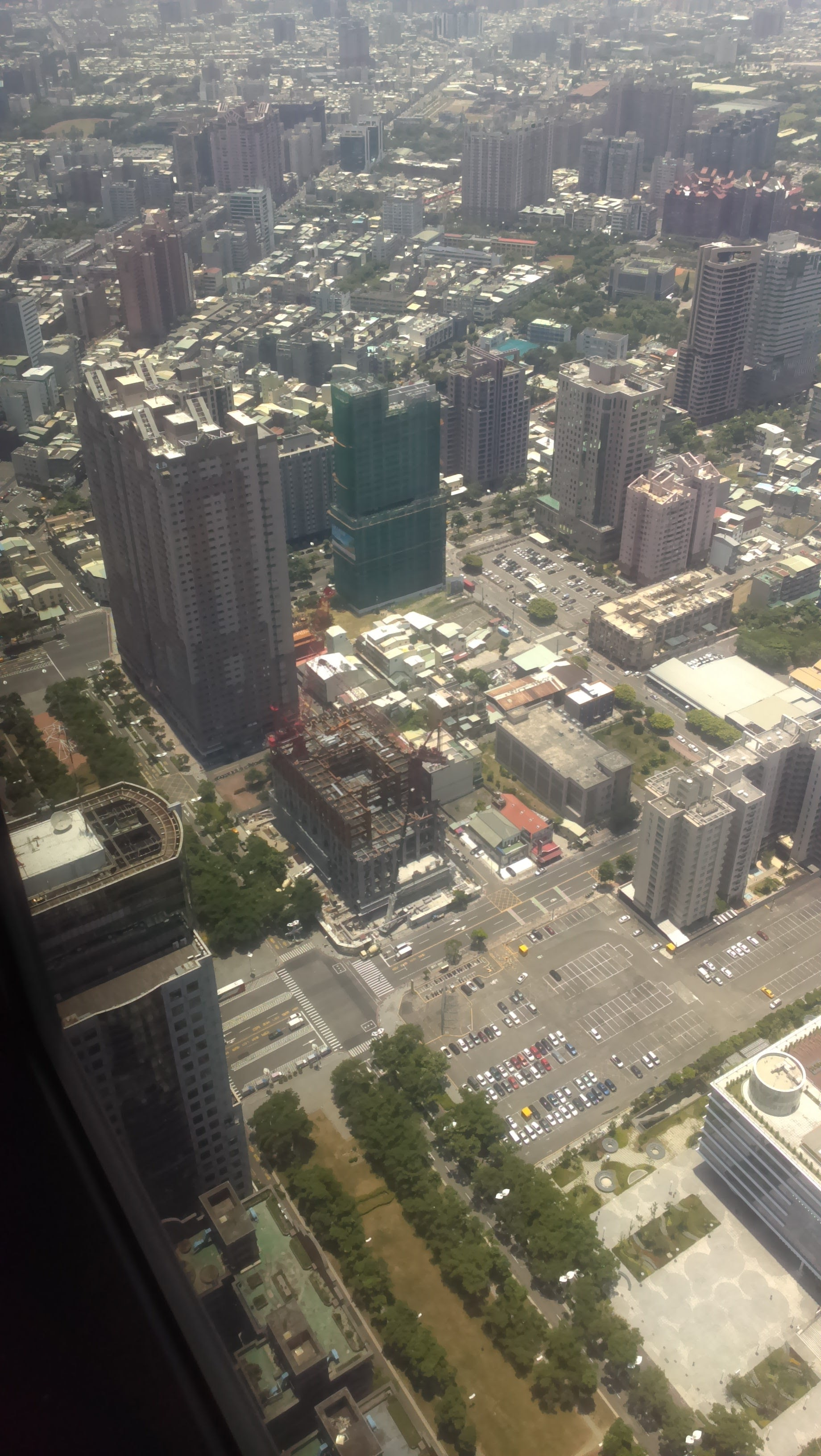
2016年7月的進度
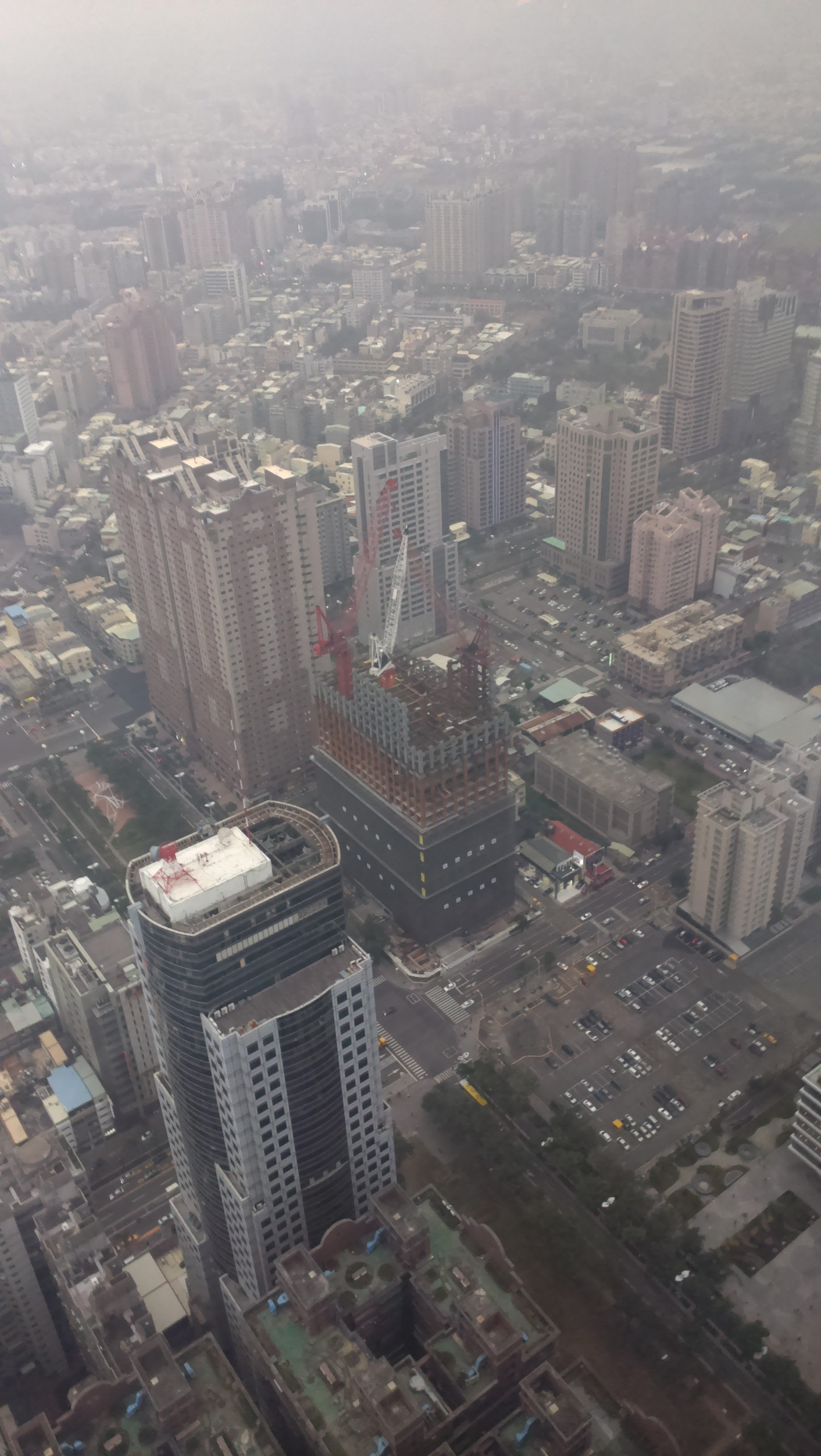
2016年11月的進度
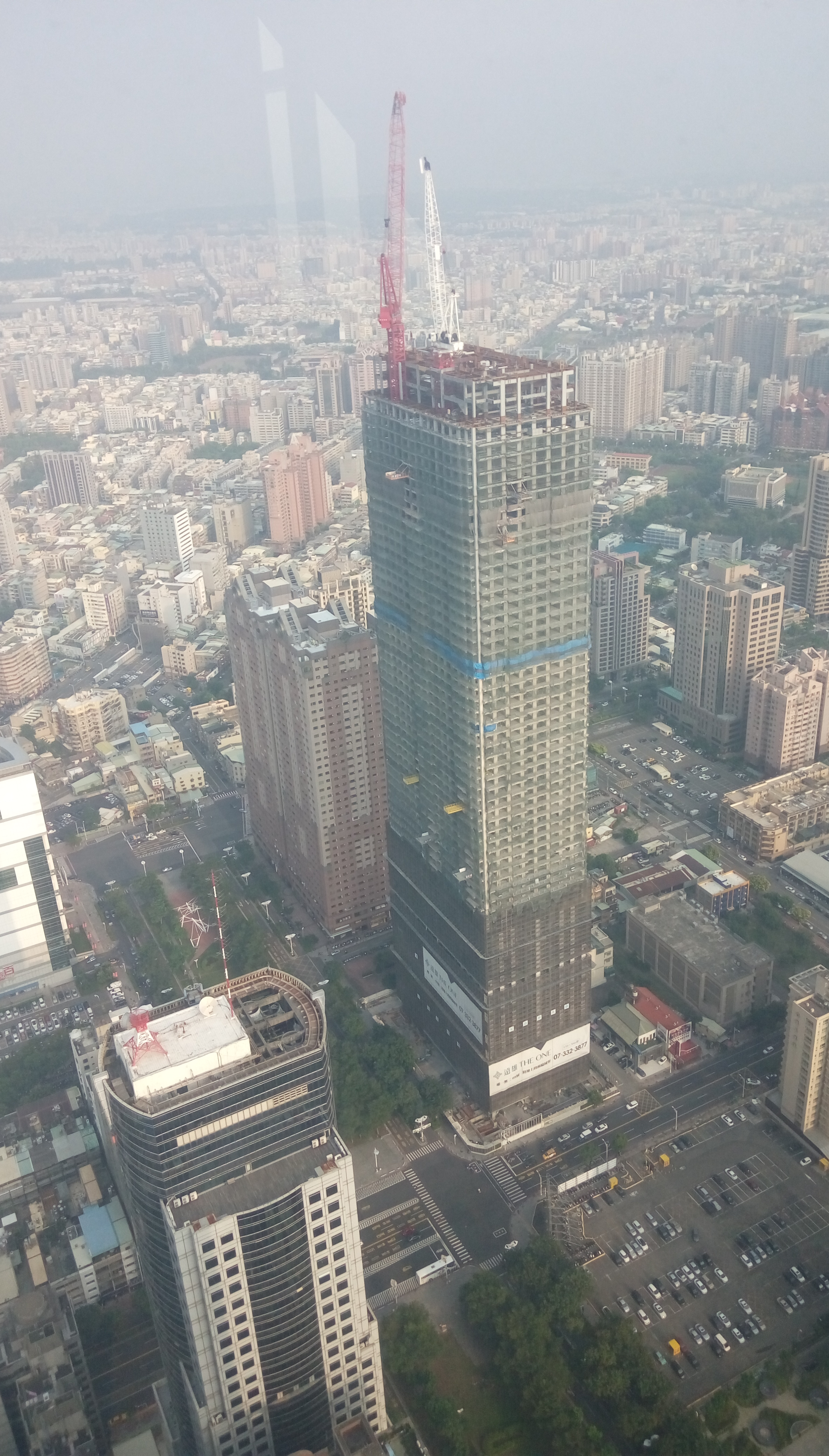
2017年11月施工進度
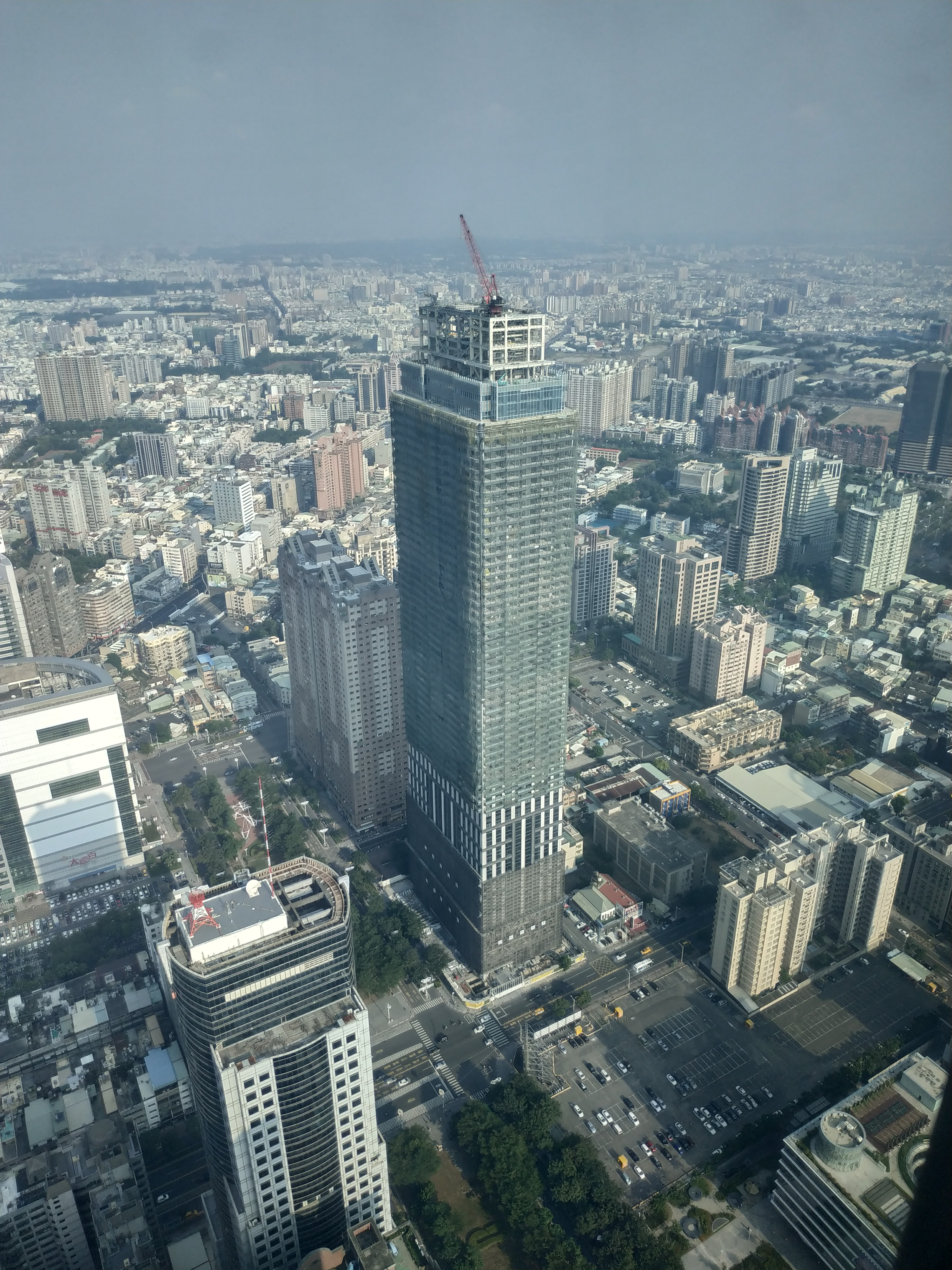
2018年10月施工進度
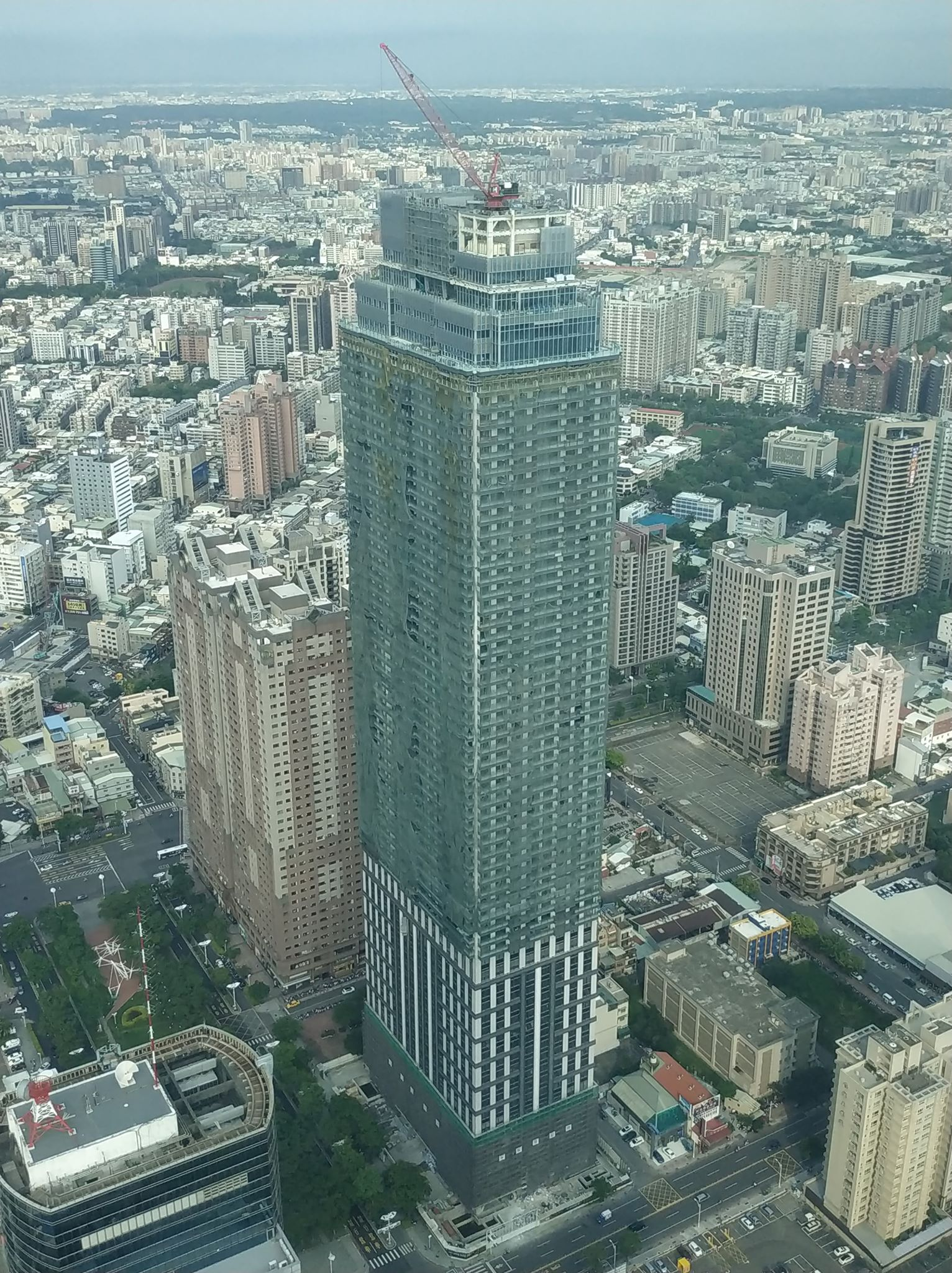
2019年5月施工進度
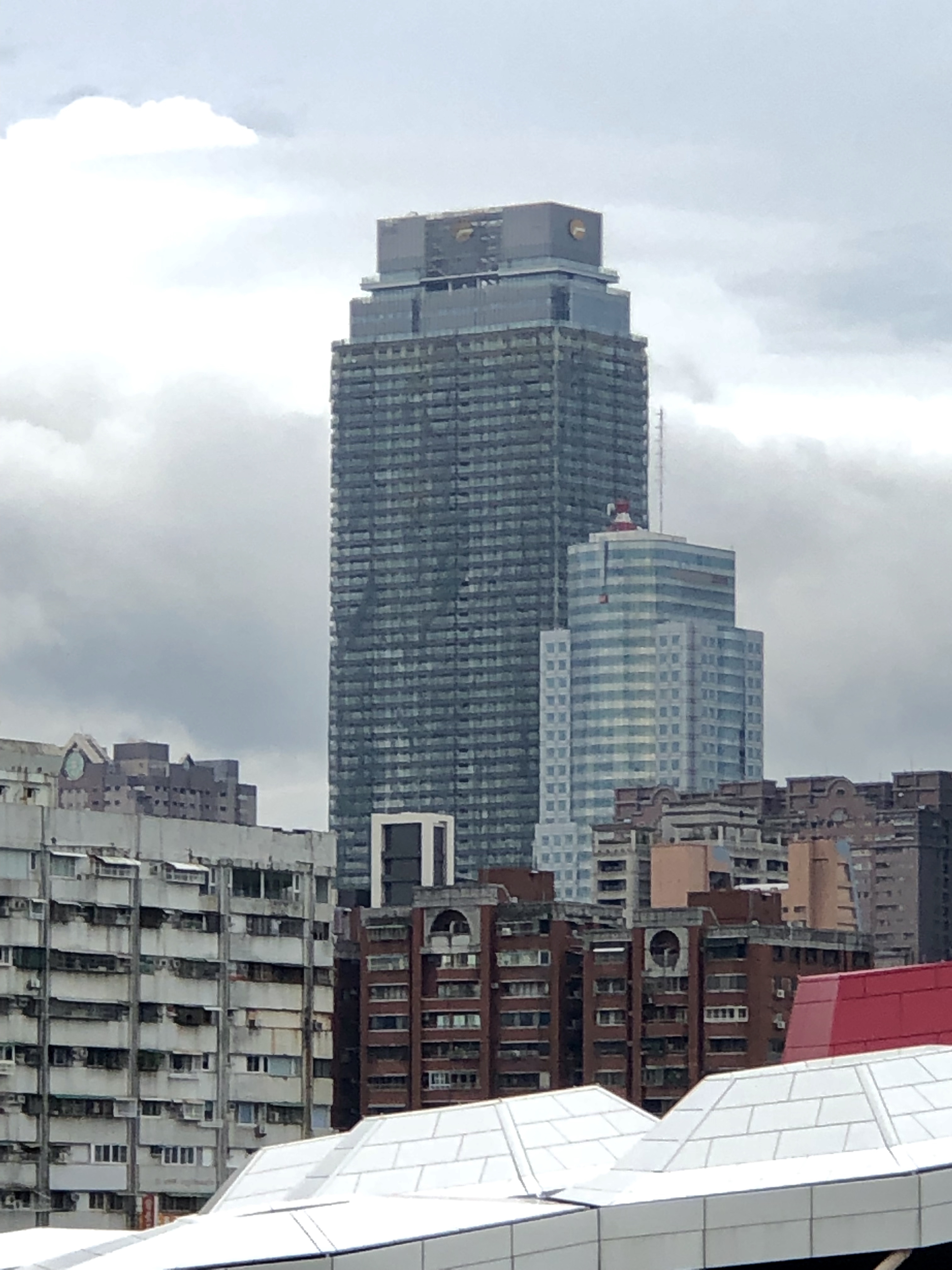
2019年8月施工進度

## 外部連結
- 官方網站
- 遠雄THE ONE的Facebook專頁